# Fragmenta Comicorum Graecorum
Fragmenta Comicorum Graecorum (FCG) ist der Titel einer Sammlung der Fragmente der griechischen Komödiendichter, die von 1839 bis 1857 vom Berliner Altphilologen August Meineke im Berliner Verlag Georg Reimer herausgegeben wurde. Das Werk war die erste vollständige Sammlung aller Komikerfragmente und erschien in fünf Bänden, die aus sieben Teilbänden bestanden. 1847 gab Meineke eine zweibändige Editio minor heraus.
Der erste Band (1839) enthält eine Textgeschichte der griechischen Komiker und einen breit angelegten Index der namentlich bekannten Verfasser und Stücktitel. Der zweite Band erschien in zwei Teilbänden (1839, 1840) und enthält die Fragmente der Alten attischen Komödie, der dritte Band (1840) die der Mittleren attischen Komödie, der vierte Band (1841) die der Neuen attischen Komödie und der fünfte Band (zwei Teilbände, 1857) Indizes und Supplemente. Der fünfte Band wurde von Heinrich Otto Jacobi erarbeitet.
Im 19. Jahrhundert wurde das monumentale Werk zwar viel zitiert und war auch durch die 1840 erschienene kleine Ausgabe der Comicorum Graecorum Fragmenta von James Bailey nicht verdrängt, aber durch zahlreiche Neufunde wurde eine neue Sammlung allmählich unausweichlich. Auch die dreibändige Ausgabe Comicorum Atticorum Fragmenta (CAF) von Theodor Kock und der Band Poetarum Comicorum Graecorum Fragmenta in der Reihe Poetarum Graecorum Fragmenta, den Georg Kaibel 1899 herausbrachte, veralteten wenige Jahre nach ihrem Erscheinen.
Seit dem Ende des 20. Jahrhunderts werden die FCG durch die Ausgabe der Poetae Comici Graeci von Rudolf Kassel ersetzt. Diese Ausgabe ist auf neun Bände berechnet, von denen bisher acht erschienen sind.